# 朱笈
朱笈（1512年—1574年），字懋學，號龍岡，直隸淮安府桃源縣人，民籍，明朝政治人物。

## 生平
嘉靖二十二年（1543年）癸卯科應天府鄉試第六十八名舉人。嘉靖二十六年（1547年）中式丁未科會試第一百二十九名，登第二甲第三十二名進士。大理寺觀政，授南京户部主事，升北户部员外郎，历官山西按察司口北道佥事，升参议、副使，三十六年（1557年）三月升都察院右佥都御史、巡抚大同，十月因大同被入寇，攻毁七十馀堡，被问责，降俸二级。三十七年三月以非应变之才，被革职回籍，四月被黜为民，七月被謫戍边。
隆慶初起为宁夏巡抚佥都御史，三年（1569年）丁忧归。六年四月起復原职，萬曆元年（1573年）四月升右副都御史、巡抚山西地方，二年四月升户部右侍郎，未任而卒。著有《龙冈文集》等。

## 家族
曾祖朱翔；祖父朱鑾，縣丞；父朱洪，衛知事。母夏氏；繼母單氏。重庆下。弟朱簡。子德重、德行、德峻。